# Moldávios

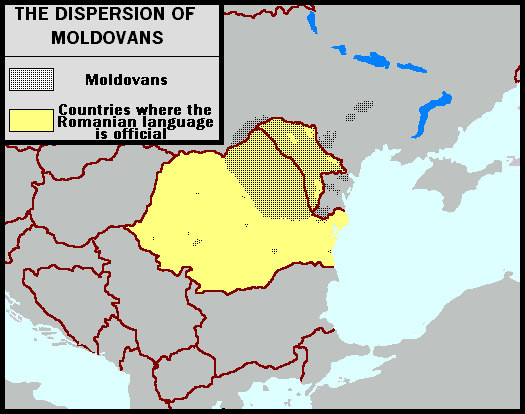
Moldávios (distribuição)

Os moldávios, moldávicos ou moldavos são uma população autóctone do território do antigo Principado da Moldávia, que hoje é predominantemente dividido entre a República da Moldávia, a região romena da Moldávia e pequenas partes da Ucrânia. Alguns estudiosos sustentam que os moldávios constituem parte do povo romeno, enquanto outros reconhecem que sejam um grupo étnico separado. 
Na atualidade, o maior número de pessoas que se autodeclaram moldávias residem na República da Moldávia, onde este grupo constitui pouco mais de 76% da população. 
Na Romênia, os estudos censitários não identificam os moldávios como etnia diferente dos romenos.